# Salk
För andra betydelser, se SALK.
Salk (estniska: Salajõe) är en by (estniska: küla) i Lääne-Nigula kommun i landskapet Läänemaa i nordvästra Estland. Den tillhörde Oru kommun 1992-2013. Den hade 30 invånare år 2011.
Salk ligger 77 km sydväst om huvudstaden Tallinn och 11 km nordöst om residensstaden Hapsal. Byn ligger i ett låglänt område, på östra sidan av det idag uppgrundade sund som förr utgjorde gräns mellan Nuckö i väster och fastlandet. Vattendraget Salajõe jõgi rinner igenom byn och mynnar i den närliggande Hapsalviken. Norr om byn ligger de tidigare svenskbyarna Sutlep, Nyby och Imby, västerut ligger Lyckholm på Nuckö, österut ligger Vedra och söderut ligger Hapsalvikens innersta del som tillhör byn Saunja.